# Огшуков, Мухаммедкули Мамедсахатович
Мухаммедкули Мамедсахатович Огшуков (туркм. Muhammetguly Ogşukow) — туркменский государственный деятель, работник органов прокуратуры.

## Биография
Родился в 1964 году в селе Бамы Бахарденского района.
В 1986 году окончил Туркменский государственный университет им. М. Горького, получив специальность юриста.
1986—1988 — следователь-стажёр, следователь, прокурор в системе прокуратур Берекетского этрапа, Балканского и Марыйского велаятов, Серхетабатского, Тахтабазарского, Парахатского этрапов.
1989—1991 — прокурор Управления надзора за законностью судебных решений Генеральной прокуратуры Туркменской ССР.
1991—2001 — заместитель прокурора, прокурор города Теджен, Каахкинского этрапа, исполняющий обязанности прокурора города Ашхабада.
19.03.2001 — 01.04.2002 — прокурор города Ашхабада.
01.04.2002 — 10.04.2006 — 1-й заместитель Генерального прокурора Туркменистана, исполняющий обязанности прокурора города Ашхабада.
10.04.2006 — 03.03.2008 — Генеральный прокурор Туркменистана
3 марта 2008 года освобождён от должности «за недостатки в работе».

## Награды и звания
- Орден «За большую любовь к независимому Туркменистану»

## Итог
- Генеральным прокурором Туркменистана назначен Мухамметгулы Огшуков